# The OA
The OA – amerykański serial fantasy stworzony przez Brit Marling i Zal Batmanglij i produkowany przez Anonymous Content i Plan B Entertainment. Zadebiutował na platformie Netflix 16 grudnia 2016 roku.
Netflix z nieznanych powodów podjął decyzję o zaprzestaniu produkcji The OA po drugim sezonie. Oba sezony serialu (każdy składający się z ośmiu odcinków) dostępne są na Netflixie.

## Fabuła

### Część I
Serial skupia się wokół postaci Prairie Johnson (Brit Marling). Młoda kobieta pewnego dnia po prostu pojawia się w okolicach swojego domu, po tym, jak siedem lat wcześniej zaginęła. Zaczyna nazywać siebie samą „OA”. W dodatku na jej plecach widnieją blizny. Najbardziej zaskakujące jest to, że Prairie, wcześniej niewidoma, odzyskała wzrok. Dziewczyna odmawia współpracy z FBI, nie chce również wyjawić swoich sekretów adoptowanym rodzicom. Zamiast tego w ukryciu zakłada grupę składającą się z niej i pięciorga okolicznych mieszkańców, którym opowiada swoją niezwykłą historię. W końcu prosi ich o pomoc przy otwarciu portalu do innego wymiaru.

### Część II
Drugi sezon zaczyna się po skoku OA do innego wymiaru. Bohaterka jest tam w San Francisco, w ciele Niny Azorovej, aby odnaleźć Homera i resztę jeńców Hapa. Ścieżki Prairie przecinają się przy tym ze śledztwem prywatnego detektywa Karima Washingtona (Kingsley Ben-Adir), przy okazji pomagając mu w sprawie dotyczącej zniknięcia dziewczyny. Tymczasem w pierwszym wymiarze przyjaciele OA, wyruszają w podróż po Ameryce, aby znaleźć sposób pomocy dla Prairie.

## Obsada
| Postać                                                 | Aktor/Aktorka     |
| ------------------------------------------------------ | ----------------- |
| Prairie Johnson / The OA / Nina Azorova / Brit         | Brit Marling      |
| Hunter Aloysius "Hap" Percy / Dr. Percy / Jason Isaacs | Jason Isaacs      |
| Homer Roberts                                          | Emory Cohen       |
| Scott Brown                                            | Will Brill        |
| Rachel DeGrasso                                        | Sharon Van Etten  |
| Renata Duarte                                          | Paz Vega          |
| Steve Winchell                                         | Patrick Gibson    |
| Alfonso "French" Sosa                                  | Brandon Perea     |
| Jesse                                                  | Brendan Meyer     |
| Buck Vu / Michelle Vu                                  | Ian Alexander     |
| Elizabeth "Betty" Broderick-Allen (BBA)                | Phyllis Smith     |
| Angie                                                  | Chloe Levine      |
| Karim Washington                                       | Kingsley Ben-Adir |
| Abel Johnson                                           | Scott Wilson      |
| Nancy Johnson                                          | Alice Krige       |

| Postać                                  | Aktor/Aktorka      |
| --------------------------------------- | ------------------ |
| Khatun                                  | Hiam Abbass        |
| Nina Azarova (Prairie Jahnson za młodu) | Zoey Todorovsky    |
| Mr. Vuy                                 | Marcus Choi        |
| Principal Gilchrist                     | Robert Eli         |
| Roman Azarov                            | Nikolai Nikolaeff  |
| Miles Brekov                            | Sean Grandillo     |
| Darmi                                   | Bria Vinaite       |
| Zoë Chao                                | Mo                 |
| Fola                                    | Zendaya            |
| Leon Citro                              | Michael Cumpsty    |
| Marlow Rhodes                           | Liz Carr           |
| Pierre Ruskin                           | Vincent Kartheiser |
| Azrael / Stara Noc                      | Eijiro Ozaki       |
| Élodie                                  | Irène Jacob        |
| Carlos Sosa                             | Zachary Gemino     |
| Madison Jeffers                         | Stephanie Delaney  |
| Elias Rahim                             | Riz Ahmed          |
| Stan Markham                            | Robert Morgan      |

## Przegląd odcinków
Każdy z sezonów składa się z 8 odcinków. Pierwszy został opublikowany równocześnie na platformie Netflix 16 grudnia 2016 roku. Drugi także został opublikowany równocześnie dnia 22 marca 2019 roku.

### Seria pierwsza
| N/o | Tytuł                   | Tytuł polski             | Premiera        | Premiera w Polsce |
| --- | ----------------------- | ------------------------ | --------------- | ----------------- |
| 1   | Homecoming              | Powrót                   | 16 grudnia 2016 | 16 grudnia 2016   |
| 2   | New Colossus            | Nowy kolos               | 16 grudnia 2016 | 16 grudnia 2016   |
| 3   | Champion                | Czempion                 | 16 grudnia 2016 | 16 grudnia 2016   |
| 4   | Away                    | OK                       | 16 grudnia 2016 | 16 grudnia 2016   |
| 5   | Paradise                | Raj                      | 16 grudnia 2016 | 16 grudnia 2016   |
| 6   | Garden of Forking Paths | Rozwidlające się ścieżki | 16 grudnia 2016 | 16 grudnia 2016   |
| 7   | Empire of Light         | Imperium światła         | 16 grudnia 2016 | 16 grudnia 2016   |
| 8   | Invisible Self          | Niewidzialne ja          | 16 grudnia 2016 | 16 grudnia 2016   |

### Seria druga
| N/o | Tytuł                     | Tytuł polski      | Premiera      | Premiera w Polsce |
| --- | ------------------------- | ----------------- | ------------- | ----------------- |
| 1   | Angel of Death            | Anioł śmierci     | 22 marca 2019 | 22 marca 2019     |
| 2   | Treasure Island           | Wyspa skarbów     | 22 marca 2019 | 22 marca 2019     |
| 3   | Magic Mirror              | Magiczne lustro   | 22 marca 2019 | 22 marca 2019     |
| 4   | SYZYGY                    | SYZYGY            | 22 marca 2019 | 22 marca 2019     |
| 5   | The Medium & The Engineer | Medium i Inżynier | 22 marca 2019 | 22 marca 2019     |
| 6   | Mirror Mirror             | Lustereczko       | 22 marca 2019 | 22 marca 2019     |
| 7   | Nina Azarova              | Nina Azarova      | 22 marca 2019 | 22 marca 2019     |
| 8   | Overview                  | Perspektywa       | 22 marca 2019 | 22 marca 2019     |

## Odbiór

### Nagrody i nominacje
| Rok  | Ceremonia                       | Kategoria                                          | Nominowani                     | Rezultat  | Przypis |
| ---- | ------------------------------- | -------------------------------------------------- | ------------------------------ | --------- | ------- |
| 2018 | Amerykańska Gildia Scenarzystów | Najlepszy scenariusz odcinka serialu dramatycznego | Brit Marling i Zal Batmanglij. | Nominacja |         |
| 2017 | GLAAD Media Awards              | Najlepszy serial dramatyczny                       | The OA                         | Nominacja | [ 6 ]   |